# فرناندو ريكسن (لاعب برازيلي)
فرناندو ريكسن (27 يناير 1993 في البرازيل - ) هو لاعب كرة قدم برازيلي في مركز الدفاع. لعب مع نادي باسوش دي فيريرا ونادي فلومينينسي ونادي ماكاي.

## روابط خارجية
- فرناندو ريكسن على موقع قاعدة بيانات كرة القدم.إي يو (الإنجليزية)
- فرناندو ريكسن على موقع Soccerway.com (الإنجليزية)
- فرناندو ريكسن على موقع AS.com (الإسبانية)